# Mercedes González Fernández
María de las Mercedes González Fernández (Madrid, 1975) és una periodista i política espanyola del Partit Socialista Obrer Espanyol (PSOE).

## Trajectòria
Nascuda el 1975 a Madrid, es va llicenciar en Periodisme per la Universitat CEU San Pablo, cursant màsters a la Universitat Complutense de Madrid i a la Universitat George Washington.
Abans de la seva elecció com a regidora va treballar per a l'Ajuntament de Madrid, per a la Federació Espanyola de Municipis i Províncies, per l'Assemblea de Madrid i per al Ministeri de Política Territorial.
Secretària general de l'Agrupació Socialista al madrileny districte de Barajas, va ser inclosa al quart lloc de la llista del PSOE per a les eleccions municipals de 2015 a Madrid encapçalada per Antonio Miguel Carmona, i va resultar elegida regidora. Durante la corporació 2015-2019 va exercir de portaveu del Grup Municipal Socialista a la comissió de l'Àrea de Govern de Desenvolupament Urbà Sostenible. A les eleccions municipals de 2019 a Madrid va ocupar el segon lloc de la llista del PSOE encapçalada per Pepu Hernández. Des del març de 2021 va ser delegada del Govern espanyol a la Comunitat de Madrid en substitució de José Manuel Franco. El març de 2023 es va anunciar el seu nomenament com a directora general de la Guàrdia Civil espanyola, després de la dimissió de María Gámez.